# تول
تول (به انگلیسی: Tool) یک گروه موسیقی راک از ایالت کالیفرنیا در کشور آمریکا است. این گروه در سال ۱۹۹۰ با حضور آدام جونز (گیتار الکتریک)، مینارد جیمز کینن (آواز)، پال د آمور (گیتار بیس) و دنی کَری (درامر) در لس‌آنجلس شکل گرفت و از سال ۱۹۹۵ جاستین چنسلر به عنوان نوازندهٔ گیتار بیس جای پال د آمور را گرفت.
تول تاکنون برنده سه جایزه گرمی شده چندین تور جهانی برگزار کرده‌است و آلبوم‌هایش در کشورهای مختلف در صدر چارت‌ها قرار گرفته‌اند.
تول در سال ۱۹۹۳ خود را با آلبومی در سبک هوی متال به نام «Undertow» معرفی کرد. در سال ۱۹۹۵ دومین آلبوم خودشان با نام «Ænima» را منتشر کردند و خود را به عنوان یکی از نقش‌های برجسته در جنبش آلترنتیو متال معرفی کردند. در سال ۲۰۰۱ آلبوم لترالس را منتشر کردند و با استفاده از مفاهیم فلسفی در اشعار این آلبوم، جلوه‌های ویژه در موزیک ویدئوها تجربهٔ جدیدی را رقم زدند و با انتشار آلبوم ۱۰٫۰۰۰ روز در سال ۲۰۰۶ این مسیر را ادامه دادند و توانستند تحسین منتقدان را برانگیزند و به موفقیت‌های بین‌المللی نیز دست یابند.
موسیقی تول ترکیبی از هوی متال و آلترنتیو متال با ساختارهای پراگرسیو است. ترانه‌های بلند و نامتعارف، اشعار پیچیده، معانی تجریدی آن‌ها و نوانماهای بسیار عجیب، آنها را گروهی شاخص در صنعت موسیقی ساخته‌است.
موسیقی تول همواره تلاش داشته است علاوه بر ساخت موسیقی پیچیده و ترکیب لایه ای ساز های متنوع، ایجاد تفکر در مخاطب کند، از آنجا که هیچ کدام از مفاهیم مورد استفاده در موسیقیشان واضح نیست. مفاهیمی مانند خود آگاهی و خودشناسی، سایه ناخودآگاه انسان (مفهومی ساخته شده توسط کارل یونگ، روانشناس سوئیسی) و دوری از کینه از مفاهیم مورد استفاده تول بوده است.
تول در آخرین آلبوم خود، با نام  (2019)fear inoculum توجه زیادی را به خود جلب کرد. اجرای بهترین ترک پراگرسیو متال جشنواره گرمی را نیز ترک 7empest به خود اختصاص داد.

## تاریخچه
در دهه ۱۹۸۰ هریک از اعضای آتی گروه تول به لس‌آنجلس عزیمت کردند، آدام جونز و پال دمور قصد ورود به صنعت فیلم را داشتند درحالی که مینارد جیمز کینن بعد از مطالعه در هنرهای بصری در میشیگان، خود را با فروش حیوانات دست‌آموز مشغول کرده بود.
دنی کری هم به عنوان درامر در گروه‌های Wild Blue Yonder,Green Jellÿ و Carole King فعالیت می‌کرد و با Pigmy Love Circus هم در لس‌آنجلس مشغول بود.
مینارد و جونز یکدیگر را به واسطهٔ یک دوست که با هردوی این دو دوست بود، همدیگر را در سال ۱۹۸۹ ملاقات کردند.
وقتی که مینارد یک نوار ضبط شده از پروژه‌های قبلی خود را برای جونز پخش کرد، جونز تحت تأثیر صدای وی قرار گرفت و اولین پایه‌های شکل‌گیری گروه بنیان نهاده شد و گروه برای شکل‌گیری کامل به بیس‌زن و درامر نیاز داشت. دنی کری توسط Tom Morello یکی از دوستان مدرسه‌ای جونز و عضو سابق گروه Electric Sheep به جونز معرفی شد. اعضای تول با آمدن پال دمور به عنوان نوازندهٔ گیتار بیس که توسط یکی از دوستان جونز به گروه معرفی شده بود کامل شد.
بعد از دوسال تمرین و اجرا در لس‌آنجلس، گروه به شرکت‌های ضبط نزدیکتر شد و سرانجام با شرکت «زوو اینترتینتمینت» قرارداد همکاری را امضا کرد. در مارس ۱۹۹۲ شرکت زوو اولین تلاش‌های گروه را در قالب یک آلبوم چندآهنگه به نام اُپیت منتشر شد و گروه را به عنوان یک گروه «محکم‌زن و پر سر و صدا» در موسیقی هوی متال معرفی کرد. برای این آلبوم کوتاه دو تک‌آهنگ Hush و Opiate درنظر گرفته شده بود. اولین نماهنگ گروه برای آهنگ Hush ساخته شد که در این نماهنگ چهار عضو گروه تماماً برهنه هستند و تنها اندام‌های جنسی خود را با کاغذی شامل لوگوی parental advisory پوشانیدند و دهان خو را هم چسب زده‌اند. گروه اولین تورهای خود را با گروه‌های «رولینز بند»، «فیش‌بون» و «ریج اگینست د ماشین» آغاز کرد و بعد آن کار بر روی اولین آلبوم بلند خود را سرعت داد.

### جریان زیر آب (۱۹۹۳–۱۹۹۵)

جلد آلبوم Undertow

در سال ۱۹۹۳ و درحالی که سبک‌های آلترنتیو راک و گرانج در اوج بودند، تول اولین آلبوم بلند خود را با نام Undertow منتشر کرد. ترانه‌های آلبوم نسبت به انتشار قبلی آنها اپیت متمایزتر بود و ترانه‌هایی را شامل می‌شد که در انتشار قبلی آنها قرار نگرفته بود.
گروه بعد انتشار آلبوم به برگزاری تورهایی که بنا نهاده بود کرد (به استثنای ماه مه ۱۹۹۳).
بعد از آن، تول به برگزاری چندین کنسرت در تور فستیوال Lollapalooza کرد و توسط مدیر و یکی از بنیانگذاران فستیوال یعنی «تد گاردنر» توانست از صحنهٔ دوم به صحنهٔ اصلی تغییر وضعیت دهد.
در آخرین اجرای این فستیوال تول با کمدینی به نام بیل هیکس آشنا شد که بعد به یکی از دوستان صمیمی اعضای تول تبدیل شد. افزایش محبوبیت‌ها به‌دست آمده از کنسرت‌ها موجب شد اولین آلبوم گروه گواهی طلایی انجمن صنعت ضبط موسیقی آمریکا را در سپتامبر ۱۹۹۳ دریافت کند، علی‌رغم سانسورهایی که توسط برخی شرکت‌ها روی جلد آلبوم صورت می‌گرفت. تک‌آهنگ «Sober» در مارس ۱۹۹۳ منتشر و نماهنگ آن توانست جایزهٔ «بهترین نماهنگ از گروهی جدید» را به‌دست آورد.
با انتشار تک‌آهنگ بعدی گروه با نام Prison Sex گروه دوباره مورد سانسور قرار گرفت، اشعار این آهنگ دربارهٔ کودک آزاری بود و واکنشهایی را نیز برانگیخت. اشعار مینارد در این آهنگ اینگونه آغاز می‌شود: «خیلی طول کشید تا یادم بیاید که چه شده بود، خیلی جوان و پاک بودم، می‌دانی که اذیتم می‌کرد، ولی اکنون نفس می‌کشم پس زنده‌ام، حتی اگه نشانه‌ها چیز دیگری را بگویند».
در سپتامبر ۱۹۹۵ گروه نوشتن و ضبط دومین آلبوم بلند خود را آغاز کرد. در این دوره گروه اعلام کرد که در ترکیب اعضای گروه تغییری ایجاد شده و پال دمور از گروه جدا شده و به پروژه‌های دیگر رفته‌است. جاستین چنسلر عضو گروه «پیچ» جای دمور را در گروه گرفت و گروه کار بر روی آلبوم جدید را از سر گرفت.

### آنیمه (۱۹۹۶–۲۰۰۰)

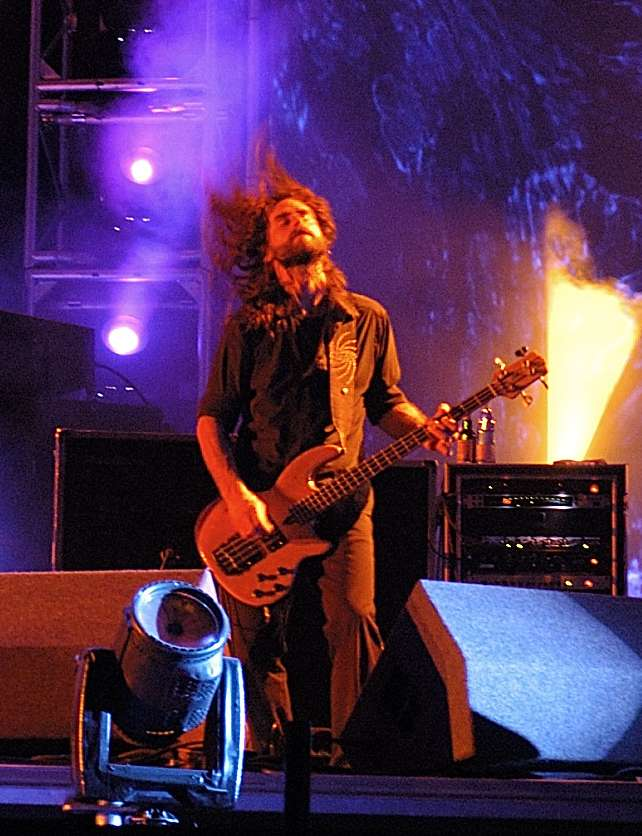
بیسیست جاستین چنسلر در حال اجرا در فستیوال Roskilde Festival سال ۲۰۰۶

در ماه مه سال ۱۹۹۶ تول با تعویض تهیه کنندهٔ خود از کینگ کریمسون کنار کشید و به استودیوی سیلویا میسی (استودیویی که اولین پروژه‌های غیر حرفه‌ای‌شان را تهیه کرده بود) بازگشتند.
آلبوم بعدی آنها Aenima در اکتبر ۱۹۹۶ منتشر شد و از لحاظ موفقیت تجاری به سرعت آلبوم قبلی را نیز پشت سر گذاشت و در جدول فروش رتبه دوم را کسب کرد. این آلبوم که عطش هزاران طرفدار گروه را برطرف کرده بود نشان دهندهٔ پیشرفت تول چه در موسیقی و چه در اشعار بود. پس از این آلبوم بود که اعضا گروه تصمیم گرفتند برای مدتی از یکدیگر جدا شوند و مینارد در همین فرصت به همراه بیلی هاوردل گروهی را به نام آ پرفکت سرکل تأسیس کرد و از آن زمان تاکنون در هردو گروه عضو است.

### لترالس (۲۰۰۱–۲۰۰۵)

جلد آلبوم لترالس

در ژانویه ۲۰۰۱ تول خبر انتشار آلبوم جدیدی را داد،Systema Encéphale همراه با ۱۲ آهنگ با نام‌هایی نظیر "Riverchrist","Numbereft","Encephatalis","Musick" و "Coeliacus". شبکه‌های اشتراک‌گذاری مانند نپستر دریایی از فایل‌های تقلبی با عناوین مذکور بود. در این زمان اعضای تول سرراست به انتقاد از شبکه‌های اشتراک‌گذاری پرداختند.
یک ماه بعد گروه آشکار کرد که عنوان آلبوم لترالس است و نام Systema Encéphale به همراه آهنگ‌هایش یک نوع حیله بوده‌است. لترالس و تورهای مرتبط با آن گروه را یک گام به قلمرو آرت راک و پراگرسیو راک نزدیکتر می‌کرد.
آلبوم منتشر شد و به موفقیت‌های بین‌المللی رسید، در هفتهٔ اول به صدر آلبوم‌های بیلبورد ۲۰۰ ایالات متحده رفت. تول دومین جایزه گرمی خود را برای بهترین اجرای متال در سال ۲۰۰۱ برای آهنگ "Schism" دریافت کرد.

### ۱۰٫۰۰۰ روز (۲۰۰۶–۲۰۰۷)

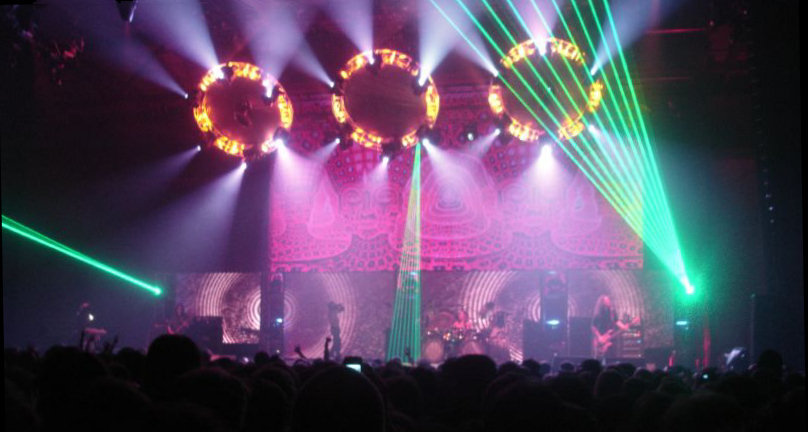
تول در حال اجرای زنده در سال ۲۰۰۶

تول در سال ۲۰۰۶ با انتشار آلبوم جدید خود به نام ۱۰٫۰۰۰ روز علاقه‌مندان موسیقی راک را شگفت زده کردند و آدام جونز برنده جایزه بهترین بسته‌بندی را ازآن خود کرد.

## اعضا

### اعضا فعلی
- مینارد جیمز کینن: آواز
- آدام جونز: گیتار الکتریک
- دنی کری: درام
- جاستین چنسلر: گیتار بیس

### اعضا قبلی
- پال دمور: گیتار بیس

## جوایز
- جایزه گرمی بهترین اجرای متال برای آلبوم "Ænema" سال ۱۹۹۸
- جایزه گرمی بهترین اجرای متال برای آهنگ "Schism" - سال ۲۰۰۱
- جایزه گرمی بهترین بسته‌بندی برای آلبوم ۱۰٫۰۰۰ روز - ۲۰۰۶
- جایزه گرمی بهترین اجرای متال برای آهنگ "7empest" سال ۲۰۲۰

## ترانه‌شناسی
- Undertow (1993)
- Ænima (1996)
- لترالس (۲۰۰۱)
- ۱۰٬۰۰۰ روز (۲۰۰۶)
- تلقیح ترس (۲۰۱۹)